# Michelle Telfer
Michelle Telfer est une ancienne gymnaste australienne. Pédiatre, elle est une pionnière de la prise en charge des enfants et des adolescents transgenres en Australie.
Elle est née à Perth en 1974.

## Parcours sportif
Elle est remarquée à l'âge de 7 ans par l’entraîneuse Liz Chetkovitch. En 1989, elle représente l'Australie à la Junior Pacific Alliance Competition de Colorado Spring et aux Championnats du monde de gymnastique à Berlin-Ouest. En 1990, elle gagne une médaille de bronze lors des Jeux du Commonwealth à Auckland : elle est la première gymnaste de l'institut d'Australie-Occidentale du Sport à en remporter une dans cette compétition. En 1992, elle représente l'Australie aux Jeux olympiques de Barcelone. De 1996 à février 2002, elle est membre du conseil de l'Institut d'Australie-Occidentale du Sport (WAIS).

## Soins aux personnes transgenres
Après les Jeux olympiques de Barcelone, elle suit des études de médecine à l'Université d'Australie-Occidentale. Elle est diplômée en 2000. À partir d'avril 2002, elle travaille comme médecin à l'Alfred Hospital de Melbourne.
En 2012, au retour d'un congé maternité, elle prend la direction de la clinique de genre de l'Hôpital Royal de Melbourne. En 2014, elle obtient une subvention de 6 millions de dollars australiens qui lui permettent d'augmenter les capacités d'accueil de la clinique,. Son militantisme mène à une réforme de loi permettant aux personnes transgenres de moins de 18 ans de recevoir un traitement hormonal.
Elle aide à rédiger les premiers "Standards of Care" australiens pour la prise en charge des enfants, adolescents et autres personnes transgenres, qui sont publiés en 2018. La prise en charge varie d'une simple  orientation, d'un suivi psychologique à des traitements médicaux avec la mise en œuvre de bloqueurs de pubertés et d'hormones de remplacements, mais sans opérations chirurgicales avant l'âge de 18 ans. L’accompagnement des jeunes est multidisciplinaire, effectué par des psychiatres, des psychologues, des gynécologues, des endocrinologues et des infirmières.
De 2014 à 2020, Michelle Telfer est membre du comité de direction  de l'Association professionnelle australienne pour la santé trans (ausPATH), qu'elle préside les deux dernières années.
Elle dirige actuellement service de Médecine pour adolescents à L'Hôpital Royal de Melbourne.

### Attaques contre la clinique
La clinique fait l'objet de critiques de plus en plus nombreuses. De 2019 à 2020. Le quotidien The Australian, notamment, publie 45 articles mentionnant Michelle Telfer, plus de 300 articles mentionnant l'hôpital. Le journal met aussi en ligne une page "Gender issues" constamment alimentée par des articles négatifs visant principalement les personnes transgenres. À la suite de cette couverture de presse, l'écrivain et influenceur Benjamin Law appelle à boycotter et à se désabonner de The Australian,.
En août 2019, un lobby chrétien mène également campagne en présentant être transgenre comme une "idéologie contestée". Après avoir reçu des plaintes de certains médecins qui s'opposent au "modèle affirmatif" d'accompagnement des enfants vers leur genre choisi, le ministre fédéral de la Santé, Greg Hunt, saisit le Collège royal australien de médecine, demandant un avis sur le soin aux personnes transgenres. L'avis, rendu en mars 2020, valide le travail de la clinique de genre de Melbourne,. Le président du Collège, Mark Lane, déclarant que cette prise en charge devrait être étendue à tous les États et territoires australiens.
À la suite de la campagne de harcèlement de The Australian, Michelle Telfer porte plainte auprès du Conseil australien de la presse,. Dans un avis rendu en septembre 2021, le conseil reconnaît au quotidien le droit de remettre en cause la validité d'un traitement médical. Toutefois, il signale un manque d'équité, d'équilibre et des inexactitudes dans les narrations, notamment en omettant de mentionner à ses lecteurs que certaines des personnes dont les opinions étaient citées n'étaient pas des experts. Il reconnait que les articles ont eu un impact significatif sur la santé du docteur Telfer.

## Distinctions
- 1990 & 1991 : Junior Sport Star of the Year[2],[13].
- 2017 : GLOBE community award comme alliée LGBTI de l'année[5],[14].
- 2019 : Lifetime achievement award in Adolescent Health par l'Association australienne pour la santé des adolescents[5].
- 2021 : President's Award par Thorne Harbour Health[5].